# Prignac-et-Marcamps
Prignac-et-Marcamps is een gemeente in het Franse departement Gironde (regio Nouvelle-Aquitaine). De plaats maakt deel uit van het arrondissement Blaye. Prignac-et-Marcamps telde op 1 januari 2022 1.457 inwoners.
Eind 19e eeuw werd hier de grot van Pair-non-Pair met prehistorische rotstekeningen gevonden.

## Geografie
De oppervlakte van Prignac-et-Marcamps bedroeg op 1 januari 2022 9,66 vierkante kilometer; de bevolkingsdichtheid was toen 150,8 inwoners per km².

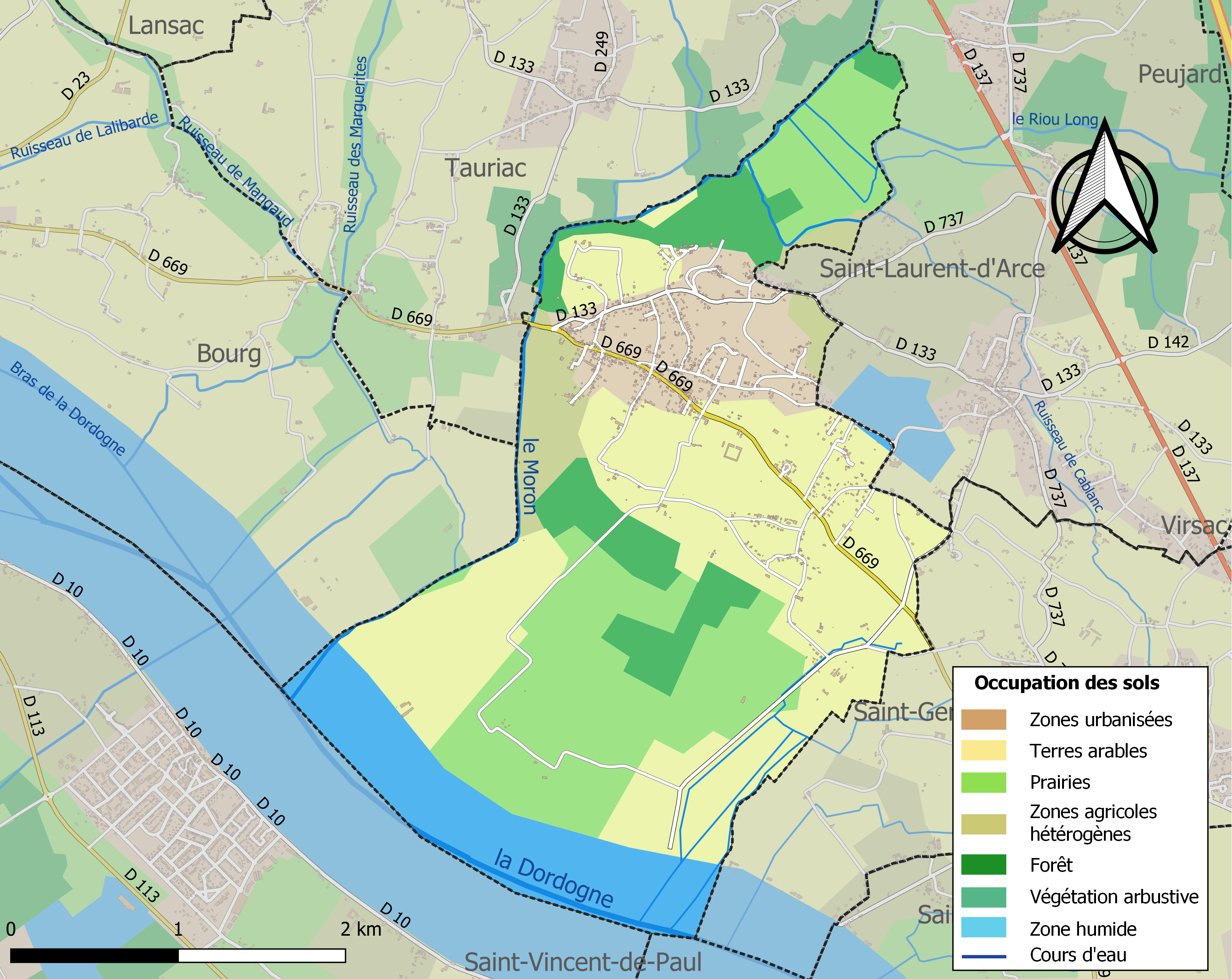
Kaart van de gemeente met belangrijkste infrastructuur, bodemgebruik en omliggende gemeenten

## Demografie
Onderstaande figuur toont het verloop van het inwonertal (bron: INSEE-tellingen).